# بت قرمز
بُت قرمز (به انگلیسی: The Crimson Idol) ‎۵اُمین آلبوم استودیویی گروه هوی متال وسپ است که اول بار در سال ۱۹۹۲ و با لیبل کپیتال رکوردز منتشر شد (در آمریکا ۱۹۹۳).
بُت قرمز یک آلبوم مفهومی است و داستان ظهور و سقوط یک «ستارهٔ راک خیالی» به نام «جاناتان استیل» را روایت می‌کند. ساخت آلبوم نزدیک به ۳ سال طول کشید و درابتدا به‌عنوان آلبوم شخصی بلکی لاولس ضبط شد اما به علت درخواست هواداران، بلکی آن را تحت نام وسپ منتشر کرد.
در یک حرکت غیر متعارف، تور آلبوم در ۱۵اُمین سالگرد انتشار آن و در سال ۲۰۰۷ برگزار شد. گروه تور را از شهر بندری سالونیکا در یونان آغاز کردند. در این اجرا برای اولین بار و پس از گذشت ۱۵ سال، یک مجموعه تصویر ضبط شده منحصر به آلبوم برای عموم نمایش داشده‌شد. این تصاویر هم‌زمان با اجرای موسیقی پخش می‌شدند و اعضای وسپ آهنگ‌ها را هماهنگ با تصاویر اجرا می‌کردند. اجرای گروه در سالونیکا از یک جهت دیگر هم منحصربه‌فرد بود، این تنها و آخرین باری بود که وسپ، تمام قطعات آلبوم بُت قرمز را زنده و یک‌جا اجرا کردند. ترانهٔ «Mephisto Waltz» از آلبوم بچه‌های بی‌سر آهنگ افتتاحیهٔ این کنسرت بود.

## داستان
آلبوم بُت قرمز روایت‌گر داستان نوجوانی به‌نام جاناتان استیل است. او فرزند ویلیام و الیزابت استیل است و برادری به نام مایکل دارد. مایکل پسر دوست‌داشتنی والدین‌اش است اما جاناتان نزد آن‌ها جایگاهی ندارد.
پس از آن‌که مایکل در یک حادثهٔ تصادف رانندگی کُشته می‌شود، جاناتان از خانه می‌گریزد، الکُلی و آوارهٔ خیابان‌ها می‌شود و به مواد مخدر پناه می‌برد. زمانی که در خیابان مشغول پرسه‌زدن است در یک فروشگاه لوازم موسیقی یک گیتار می‌بیند و تصمیم می‌گیرد یک «ستارهٔ راک» شود. جاناتان گیتار را از مغازه می‌دزدد و در حد توان‌اش شروع به نواختن آن ساز می‌کند. او سعی می‌کند پولی جمع کند تا بتواند یک آلبوم ضبط کند. سپس با مردی به‌نام «چارلی اره‌برقی» آشنا می‌شود که مالک یک شرکت بزرگ نشر موسیقی است. چارلی به جاناتان وعده می‌دهد که او را تبدیل به یک «ستاره» کند و الکس رادمن را به‌عنوان مدیر برنامه‌های جاناتان به او معرفی می‌کند. بالاخره جاناتان یک «راک استار» می‌شود اما مدتی بعد درمی‌یابد شهرتی که به دنبال‌اش بود آن‌قدرها که می‌پنداشته جذاب و رویایی نبوده‌است. جاناتان به شهرت و ثروت رسیده اما نه به‌آن یگانه آرزویی که همیشه داشت که چیزی نبود جز محبت دیدن و مورد توجه قرار گرفتن از سوی پدر و مادرش.
یک شب قبل از برگزاری یکی از کنسرت‌های‌اش به قصد برطرف کردن سوءتفاهم‌ها و التیام زخم‌های عاطفی بینابین، با والدین‌اش تماس می‌گیرد. طی این مکالمه کم‌تر از ۵۰ واژه بین آن‌ها رد و بدل می‌شود که ۴ کلمهٔ آخر «ما هیچ پسری نداریم» هستند. جاناتان درمی‌یابد که پدر و مادرش هیچ‌گاه او را نخواهند پذیرفت و تصمیم به خودکشی می‌گیرد. همان‌شب سیم‌های گیتارش را پاره می‌کند، از آن‌ها کمندی می‌سازد و خودش را با آن دار می‌زند.

## فهرست شخصیت‌های آلبوم
- جاناتان آرن استیل[۱]
- مایکل استیل (برادر جاناتان)[۲]
- الیزابت استیل (مادر جاناتان)[۳]
- ویلیام «رد» استیل (پدر جاناتان)[۴]
- آیینه[۵]
- چارلی اره‌برقی[۶]
- الکس رادمن[۷]
- کولی[۸]
- داکتر راکتِر[۹]
- پادشاه شفقت[۱۰]

## افراد مشارکت‌کننده
- بلکی لاولس: آواز، لید گیتار، ریتم گیتار، گیتار باس، کیبورد
- باب کالیک: لید گیتار
- فرانکی بنلی: درامز
- استت هاولند: درامز